# Джефферсон Табінас
Джефферсон Девід Табінас (яп. タビナス ジェファーソン; нар. 7 серпня 1998, Сіндзюку, Токіо, Японія) — японський футболіст, центральний захисник та лівий захисник клубу Тайської ліги 1 «Бурірам Юнайтед». Народився в Японії, але на міжнародному рівні представляє Філіппіни.

## Клубна кар'єра

### Ранні роки
Народився в Японії. Футболом розпочав займатися в столичних клубах «Васеда» та «Торіплетта», перш ніж на запрошення Судзукі Кацухіро приєднатися та стати капітаном у футбольній команди Вищої школи Токо Гакеун. За рішенням Судзукі його перемістили з центрального на лівого захисника. У складі Вищої школи Токо Гакеун на другому курсі навчання брав участь у Національному чемпіонаті серед школярів, де визнаний найкращим гравцем завдяки тому, що допоміг команді вийти до топ-16.

### «Кавасакі Фронтале»
Після завершення турніру серед Вищих шкіл, 21 вересня 2016 року Джефферсоном підписав контракт клуб Джей-ліги 1 «Кавасакі Фронтале» на сезон 2017 року. За повідомленнями ЗМІ, окрім Кавасакі, інші клуби Джей-ліги намагалися його придбати, зокрема «Токіо», «Йокогама Ф. Марінос», «Джубіло Івата» та «Ґамба Осака». «Кавасакі Фронтале» виграв Джей-лігу 1 у сезонах 2017 та 2018 років, але Табінас не виступав за команду. У фінальній частині чемпіонату середніх шкіл з футболу «Токо Гакеун» програв старшій школі наукового університету Нагасакі в першому раунді та вибув з турніру.

#### Оренда в «Ґіфу»
У сезоні 2019 року відправився в оренду до «Ґіфу» з Джей-ліги 2. У Джей-лізі дебютував 7 квітня в програному (0:2) поєдинку 8-го туру проти «Ехіме». У Кубку Імператора дебютував 3 липня, в програному поєдинку другого раунду проти «Ванфоре Кофу». Джефферсон провів ще сім матчів у чемпіонаті, однак клуб фінішував у нижній частині таблиці та понизився в класі.

#### Оренда в «Ґамба Осака (U-23)»
Сезон 2020 року провів в оренді у команді Джей-ліги 3 «Ґамба Осака (U-23)», де провів 30 матчів.

### Міто Холліхок
У січні 2021 року вільним агентом перейшов до «Міто Холліхок» з Джей-ліги 2. 17 жовтня відзначився своїм першим голом у Джей-Лізі, в нічийному (2:2) матчі проти «Ренофи Ямагуті». Провів 72 матчі в чемпіонаті за «Міто».

### «Бурірам Юнайтед»
У січні 2024 року переїхав до Таїланду, де приєднався до клубу Тайської ліги 1 «Бурірам Юнайтед».

## Кар'єра в збірній
Народився в Японії в батька-ганця та матері-філіппінки, завдяки чому на міжнародному рівні мав право грати за Японію, Гану або Філіппіни.
У 2016 році висловив бажання представляти Японію на Олімпіаді в Токіо 2020 року. Однак виявилося, що Джефферсон не відповідає вимогам для натуралізації й потрібно багато часу для отримання японського громадянства, тому він вирішив виступати на міжнародному рівні за Філіппіни.

### Філіппіни
21 травня 2021 року прийняв виклик до національної збірної Філіппін на матчі кваліфікації чемпіонату світу 2022 року та Кубку Азії 2023 року. Дебютував за національну команду 7 червня в програному (0:2) поєдинку другого раунду кваліфікації до чемпіонату світу в Катарі проти Китаю у Шарджі. У листопаді 2022 року тренер Томас Дулі призначив його до розширеного списку гравців збірної Філіппін для виступів на Чемпіонаті Південно-Східної Азії 2022 року.

## Особисте життя
Народився в Японії в батька-ганця та матері-філіппінки. Його молодший брат, Пол, також професійний футболіст.

## Статистика виступів

### У збірній
| Дата      | Місто      | Господарі | Результат | Гості     | Турнір                    | Голи | Примітки |
| --------- | ---------- | --------- | --------- | --------- | ------------------------- | ---- | -------- |
| 7-6-2021  | Шарджа     | КНР       | 2 – 0     | Філіппіни | Відбір до ЧС 2022         | -    |          |
| 11-6-2021 | Шарджа     | Філіппіни | 3 – 0     | Гуам      | Відбір до ЧС 2022         | -    |          |
| 15-6-2021 | Шарджа     | Філіппіни | 1 – 1     | Мальдіви  | Відбір до ЧС 2022         | -    |          |
| 8-6-2022  | Улан-Батор | Філіппіни | 0 – 0     | Ємен      | Відбір до Кубка Азії 2023 | -    |          |
| 11-6-2022 | Улан-Батор | Монголія  | 0 – 1     | Філіппіни | Відбір до Кубка Азії 2023 | -    |          |
| 14-6-2022 | Улан-Батор | Палестина | 4 – 0     | Філіппіни | Відбір до Кубка Азії 2023 | -    |          |
| Усього    |            | Матчів    | 6         |           | Голів                     | 0    |          |

## Титули і досягнення
- Чемпіон Японії (2):

«Кавасакі Фронтале»: 2017, 2018
- Чемпіон Таїланду (2):

«Бурірам Юнайтед»: 2023-24, 2024-25
- Володар Кубка Таїланду (1):

«Бурірам Юнайтед»:  2024-25
- Володар Кубка тайської ліги (1):

«Бурірам Юнайтед»: 2024-25
- Переможець Клубного чемпіонату АСЕАН (1):

«Бурірам Юнайтед»: 2024-25